# Lew Semjonowitsch Sosnowski
Lew Semjonowitsch Sosnowski (russisch Лев Семёнович Сосновский; * 1886 in Orenburg; † 3. Juli 1937 in Moskau) war ein russischer Journalist und Revolutionär.

## Leben
Sosnowski schloss sich 1903 den Bolschewiki an. In den 20er-Jahren gehörte er zu den populärsten Journalisten der Sowjetunion. Er war Herausgeber der Zeitungen „Trud“ und „Bednota“ und Redakteur bei „Na postu“. In seinen Artikeln griff er die Sowjetbürokratie und die Profiteure der NÖP scharf an. Sosnowski war Mitbegründer der Linken und der Vereinigten Opposition. 1927 wurde er aus der Kommunistischen Partei ausgeschlossen und verhaftet, 1934 kapitulierte er. 1936 wurde er erneut verhaftet und im folgenden Jahr ohne Prozess erschossen. Im Jahr 1958 wurde er rehabilitiert.

## Werke
- Das Werk Bogatyr. Der Kampf um die Arbeit
- Russland: kein Märchen, keine Legende, sondern Wirklichkeit
- Taten und Menschen (deutsche Ausg. von 1924, DNB 362369275)
- In Memory of Reissner